# Branná
Branná (do 1947 Kolštejn, niem. Goldenstein) – wieś gminna w Czechach, na północnych Morawach, w kraju ołomunieckim, w powiecie Šumperk.
Pierwsza wzmianka o miejscowości pochodzi z 1325. W przeszłości posiadała prawa miejskie - od 1436 miała statut miasteczka, a od 1897 aż do połowy XX wieku miasta - utraciła je po wyludnieniu wsi, które nastąpiło w wyniku wysiedlenia miejscowych Niemców. Właścicielami wsi i zamku byli arystokraci z rodów Wustenhube, Waldstein, Zierotin (Žerotín, od ich herbu rodowego pochodzi herb gminy), a w XIX wieku Liechtensteinowie.
W okresie międzywojennym liczba mieszkańców była kilkukrotnie większa niż obecnie - było ich ponad 1000, głównie Niemców.
W miejscowości jest stacja kolejowa Branná.

## Zabytki
Branná posiada kilka cennych zabytków architektonicznych. Najważniejszym jest gotycko-renesansowy zamek Kolštejn, którego początki sięgają XIV wieku. Po pożarze w 1926 odbudowano go częściowo w latach 60. XX wieku. W centrum wsi znajduje się budynek wójtostwa z kwadratową wieżą z przełomu XVI i XVII wieku oraz ratusz - z lat 1905–1906.
Innymi zabytkami architektury są kościół parafialny z 1614 pod wezwaniem Michała Archanioła (nawiązujący do architektury zamku oraz wójtostwa) oraz budynek klasycystycznego probostwa z 1784. Przed kościołem znajduje się Pietà z 1663 oraz rzeźba św. Jana Nepomucena z 1733.
Od 1992 historyczne centrum wsi jest strefą pamiątkową (Městská památková zóna).

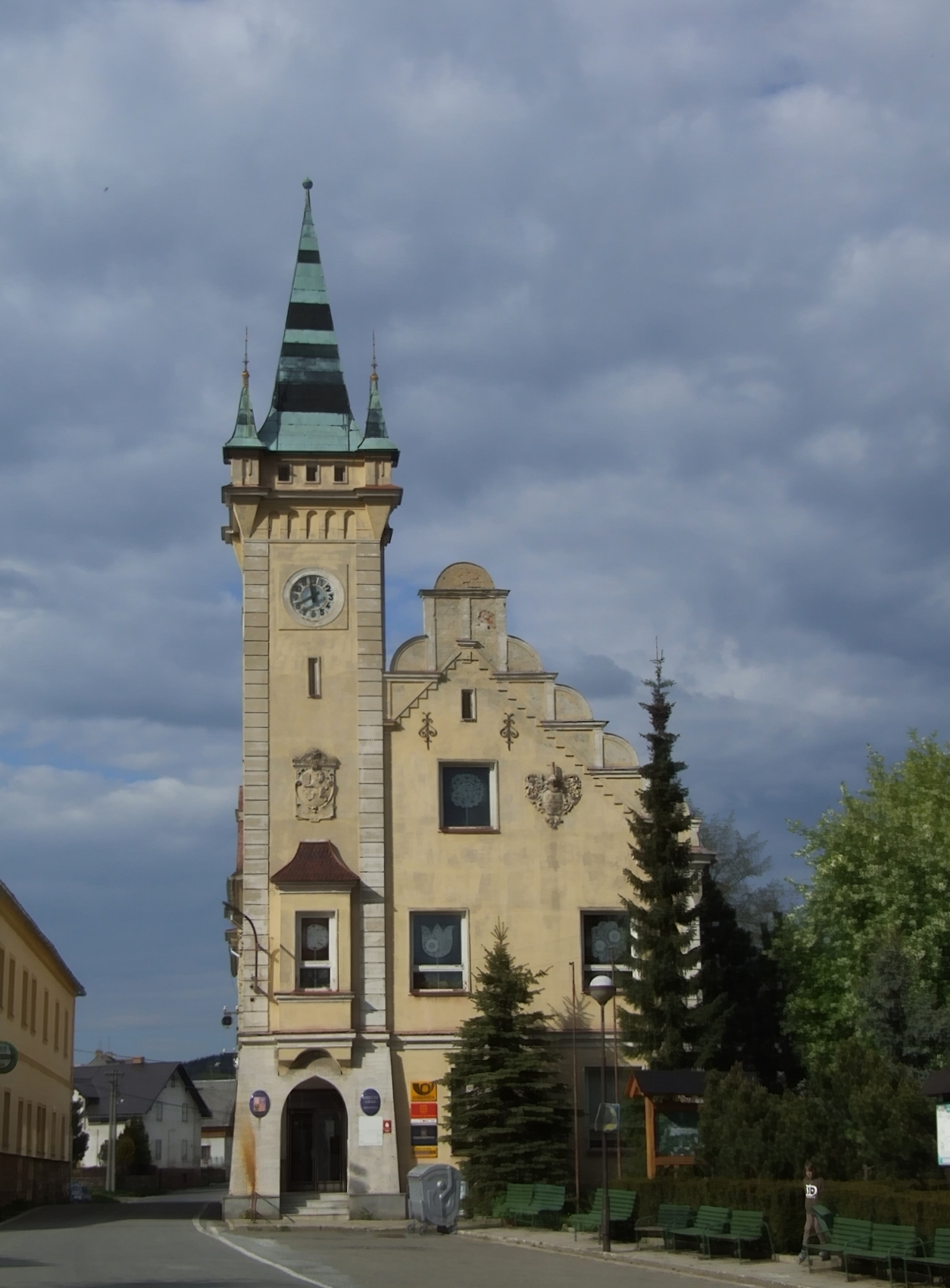
Ratusz